# Aptenocanthon rossi
Aptenocanthon rossi är en skalbaggsart som beskrevs av Matthews 1974. Aptenocanthon rossi ingår i släktet Aptenocanthon och familjen bladhorningar. Inga underarter finns listade.